# Girale levering
Girale levering is een methode van transactieafdoening waarbij geen fysieke levering van stukken plaatsvindt, maar deze positie via een giraal clearingsysteem voor rekening en risico van de koper worden geregistreerd.